# Большая Лангобардия

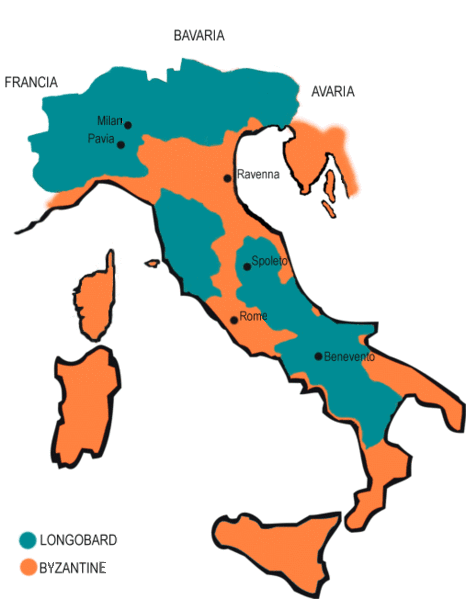
Большая Лангобардия к северу от Византийского коридора в начале 570-х годов

Большая Лангобардия (лат. Langobardia Maior) — обобщённое название северной половины Королевства лангобардов в византийской, а затем и в западной историографии.
В географическом и политическом планах ей противопоставлялась Малая Лангобардия. Как и Малая Лангобардия, Большая Лангобардия образовалась в ходе лангобардского вторжения в Италию и Паданию в середине VI века. Оба термина ввёл византиец Феофан Исповедник. Большая Лангобардия существенно отличалась от Малой большей политической нестабильностью, что было связано с тем что её соседями являлись мощные и активно расширяющиеся державы франков и славян, а не постепенно угасающая Византийская империя. В то же время как на севере, так и на юге Италии лангобарды являлись лишь незначительным, хотя и политически весомым меньшинством. Большая Лангобардия в свою очередь делилась на два историко-культурных региона — западную Нейстрию и восточную Австрию, которые в свою очередь распадались на различные герцогства. От Малой Лангобардии до 750-х годов её отделял так называемый византийский коридор по диагонали Рим — Равенна. В 774 году вся Большая Лангобардия была завоёвана франками и включена в состав империи Карла Великого. От Большой Лангобардии в современной Италии сохранилось название области Ломбардия.

## Характеристика
Поскольку на территории Большой Лангобардии располагался административный центр лангобардов город Павия, её история часто сливается с историей самого королевства. В целом, для неё была характерна постепенная и постоянная эволюция ко всё большей концентрацией власти в Павии. Однако во время завоевания и сразу после него военные предводители имели огромную власть на местах, в пределах территорий их герцогств.
Первым возникло герцогство Фриуль, основанное Альбоином в 569 году с центром в Чивидале. Между 569 и 572 годами возникло и множество других, с центрами в таких городах как Ченеда, Виченца, Верона, Тренто, Брешиа, Бергамо, Сан-Джулио, Павия, Турин, Асти и Лукка. Герцоги поначалу царствовали как суверенные, почти абсолютные монархи, особенно в период междуцарствия после смерти Клефо (574 год). Даже после избрания Аутарио (584 год); они сохранили существенную автономию, и власти долго не имели успеха в сдерживании центробежных тенденций.
В Большой Лангобардии уже в VII веке выделилось две главные историко-культурные области: Австрия и Нейстрия. Нейстрия занимала западную часть, от границы государства франков до реки Адда; Австрия располагалась в восточной части, простираясь от реки Адда до границ с Карантанией. Между этими частями имелись различия политические и культурные. Западные герцоги были сосредоточены на поддержании хороших отношений с Баварией, они быстро приняли католичество и в целом предпринимали мало попыток для расширения своей территории за счет византийцев и папы. Восточные герцоги, наоборот, старались сохранить воинский дух и древние языческие культы лангобардов, постоянно борясь с византийцами и славянами. Здесь долго сохранялось арианство, а центральная власть королевства постоянно подвергалась сомнению и обвинялась в нелегитимности. К середине VIII веке противостояние между Австрией и Нейстрией постепенно сошло на нет в результате ассимиляции лангобардов, а также постепенного сближения их с франками. В 774 году, Большая Лангобардия полностью попала под власть франков. Однако та децентрализованная политико-административная структура, которую на её территории создали лангобарды сохранялась до середины XIX века; на месте герцогов появились графы, а франкская элита слилась с лангобардской.